# If You're Happy and You Know It
"If You're Happy and You Know It" é uma música repetitiva infantil popular. A canção é conhecida por suas semelhanças com "Molodejnaya", uma canção que apareceu no filme musical soviético Volga-Volga, de 1938.

## História
A canção foi publicada em vários lugares ao longo das décadas seguintes ao final dos anos 1960, incluindo um volume de "atividades recreativas construtivas" para crianças (1957), um livro de projetos dramáticos para crianças deficientes (1967), e um manual do lar de idosos (1966).
Em 1971, a Jonico Music pediu os direitos autorais da música, creditando-a a Joe Raposo.
Durante o início da década de 2000, a Music Recording Industry Association of America processou ativamente indivíduos por baixar músicas usando serviços de compartilhamento de arquivos. A grande atenção da mídia foi dada a um garoto de doze anos, cujos downloads incluíam "If You're Happy and You Know It" de Kazaa. Em 2020, Granger Smith gravou uma versão que remetia ao consumo de álcool chamada "Country and Ya Know It".

## Variações da letra
Como muitas canções infantis, existem muitas versões das letras. Uma versão popular é assim:
If you're happy and you know it, clap your hands!

If you're happy and you know it, clap your hands!

If you're happy and you know it, and you really want to show it;

If you're happy and you know it, clap your hands!
Este verso é geralmente seguido por mais três, mais quatro, etc. que seguem o mesmo padrão, mas dizem: "If you're happy and you know it, stomp/stamp your feet!", "If you're happy and you know it, shout/say 'hooray'!" ou "shout/say 'amen'!", "If you're happy and you know it, do all three!" e "If you're happy and you know it, do all four!". Outras versões da música tendem a dizer "then your face will surely show it" no lugar de "and you really want to show it"; a forma "then you really ought to show it" também foi usada. Existem muitas variações na substância dos três primeiros versos, incluindo:
"... shout/say, 'Hooray'!"
"... slap your knees!"
"... slap your legs!"
"... turn around!"
"... snap your fingers!"
"... nod your head!"
"... tap your toe!"
"... honk your nose!"
"... pat your head!"
"... shout/say, 'We are'!"
"... stomp/stamp your feet!"
"... shout/say, 'Ha, ha'!"
"... shout/say, 'Amen'!"
"... do all three!"
"... do all four!"

## Melodia
Há uma variação notável do 5.º compasso (incluindo nota de captação) ao 6.º compasso, atestada no Japão.